# Alejandro Núñez

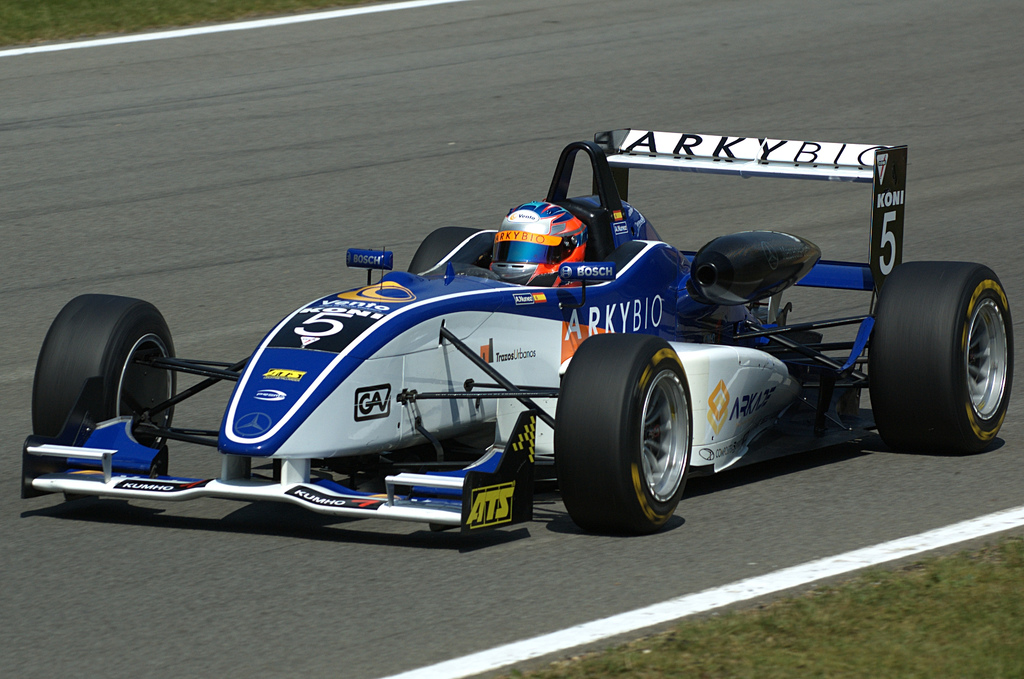
Alejandro Núñez op Brands Hatch in 2007.

Alejandro Núñez (Madrid, 25 februari 1984) is een Spaans autocoureur.

## Carrière
Núñez begon zijn autosportcarrière in het Spaanse Formule 3-kampioenschap in 2002. Voor de teams Scualo Competicion en Scualo Competicion werd hij met een tiende plaats tijdens de laatste race op het Circuit de Catalunya als beste resultaat vijftiende in het kampioenschap met 32 punten. Een jaar later keerde hij terug in het kampioenschap, waarin hij voor de teams Elide Racing, Azteca Motorsport en EV Racing met een achtste plaats op het Circuito Permanente de Jerez als beste resultaat als zeventiende eindigde in het kampioenschap met 28 punten.
In 2004 kwam Núñez in de Spaanse Formule 3 uit voor de teams GTA Motor Competición en Meycom Sport en verbeterde zichzelf met enkele vijfde plaatsen als beste resultaat naar de tiende plaats in het kampioenschap met 27 punten. Dat jaar reed hij ook voor het Swiss Racing Team in de tweede helft van het Formule 3 Euroseries-seizoen, waarin hij met twee achttiende plaatsen als beste resultaat als 31e in het kampioenschap eindigde.
In 2005 kwam Núñez uit in de Formule 3 Euroseries voor het team HBR Motorsport. In de Euroseries scoorde hij met een achtste plaats op het Circuit de Monaco één punt, waardoor hij als 21e in het kampioenschap eindigde. Daarnaast kwam hij als gastrijder voor HBR uit in de raceweekenden op het Autodromo Nazionale Monza en Silverstone in het Britse Formule 3-kampioenschap.
In 2006 reed Núñez voor het Prema Powerteam in de Formule 3 Euroseries, maar behaalde geen punten en werd met een zevende plaats op de Norisring als beste resultaat opnieuw 21e in het kampioenschap. Daarnaast keerde hij terug naar de Spaanse Formule 3, waarin hij in de laatste drie raceweekenden als gastcoureur voor Elide Racing reed.
In 2007 stapte Núñez over naar de Formule Renault 3.5 Series, waarin hij uitkwam voor het Red Devil Team Comtec. Op de Hungaroring behaalde hij zijn eerste overwinning in het kampioenschap, waardoor hij met 31 punten als achttiende eindigde in het kampioenschap.
In 2008 stapte Núñez over naar de International Formula Master, waar hij uitkomt voor Trident Racing. Met een derde plaats op het Circuit de Pau als beste resultaat eindigde hij als zeventiende in het kampioenschap met 10 punten. Ook reed hij in het openingsweekend van de Spaanse Formule 3 voor het team Meycom op het Circuito Permanente del Jarama. Daarnaast reed hij in één raceweekend van zowel de International GT Open als de Porsche Supercup.